# عكارة (قبيلة)
العكّارة هم مجموعة من القبائل استوطنوا مدينة جرجيس في تونس منذ نهاية القرن القرن السادس عشر.

يعتقد أن أصلهم يرجع للصحراء الغربية الذين غادروها لأسباب غير معروفة. سكنوا في البداية جنوب الجزائر ثم الساحل التونسي، أين قرر جزء منهم الانتقال نحو جنوب البلاد. قاد سيدي خليفة الصياح جزأ من القبائل نحو مدينة بنقردان، أين نجد حتى يومنا هذا ضريحه. في هذه المنطقة، تركت الأراضي من قبل قبيلة النواي البدوية التي تسكنها، وقام باي تونس علي باي الثاني بتشييد قلعة فيها في حوالي 1760 لحماية العكارة من بقية القبائل البدوية المجاورة. لمدة قرن، كان مجال عمل العكارة هو الفلاحة.